# Yigoga truculenta
Yigoga truculenta là một loài bướm đêm trong họ Noctuidae.